# Moord op Stijn Saelens
Stijn Saelens (26 december 1977 – 31 januari 2012) was een Belgische projectontwikkelaar die op 34-jarige leeftijd werd vermoord. De moordzaak kreeg media-aandacht, onder andere vanwege de rijke West-Vlaamse achtergrond van zowel slachtoffer als hoofdverdachte. Men sprak van de Kasteelmoord, omdat Saelens met zijn vrouw en vier kinderen te Wingene het kasteel Carpentier bewoonde. 
Zijn schoonvader André Gyselbrecht bekende de opdrachtgever van de moord te zijn. Hij werd met drie andere mannen door de rechtbank schuldig bevonden en veroordeeld tot celstraffen tussen 15 en 21 jaar. De vijfde verdachte, Ron(ald) van Bommel, was reeds gestorven aan kanker voordat hij kon opgepakt worden. 

## Verdwijning
Saelens' echtgenote vond op 31 januari 2012 in de inkomhal van het kasteel een kogelhuls en een bloedspoor, dat liep tot aan de oprit van het kasteel. Saelens zelf was nergens te bespeuren.
Saelens' schoonvader en schoonbroer werden opgepakt voor ondervraging. Het parket hield de twee verdachten niet aan, maar beroofde hen met een uitzonderlijke procedure voor 48 uur van hun vrijheid. Op 2 februari werden ze weer vrijgelaten. Ondertussen bleef de Cel Vermiste Personen van de federale politie samen met de civiele bescherming zoeken naar de vermiste Stijn Saelens op en rond het kasteeldomein.
Op 3 februari werd Pierre Serry in Beauraing opgepakt. Op hetzelfde moment werden in Wallonië ook vier Tsjetsjenen gearresteerd. Het Brugse parket dacht dat de Tsjetsjenen ingehuurd werden voor de moord, met Serry als tussenpersoon. Ook zij werden bij gebrek aan bewijzen de volgende dag weer vrijgelaten.
Op 15 februari werden Stijn Saelens' schoonvader, zijn schoonbroer, Pierre Serry en drie Tsjetsjenen opnieuw opgepakt. De volgende dag werden de Tsjetsjenen vrijgelaten, maar de drie andere verdachten werden aangehouden op verdenking van moord.

## Moord en moordonderzoek
Het lichaam van Saelens werd op 17 februari 2012 teruggevonden in het bos van Maria-Aalter in de buurt van een chalet van Pierre Serry. De put waarin Saelens begraven lag was al twee weken voor de moord gegraven met de hulp van een neef van Serry. Uit de autopsie van het lichaam bleek dat Saelens omgekomen was door een kogel in de rechterlong.
Op 20 februari mochten de raadslieden van de verdachten het dossier inkijken. Een dag later besliste de Brugse raadkamer dat de drie verdachten aangehouden bleven. Ze tekenden allen beroep aan tegen deze beslissing. Op 24 februari stelde weduwe Elisabeth Gyselbrecht zich burgerlijke partij in het dossier door een klacht in te dienen bij onderzoeksrechter Gevaert tegen onbekenden. Hierdoor kon ze het strafdossier inkijken. Saelens zelf werd in de week van 20 februari in alle discretie begraven in het Kortrijkse. Na de plechtigheid werd zijn lichaam bijgezet in de familiegrafkelder.
Op 5 maart bekende schoonvader André Gyselbrecht dat hij Stijn Saelens 'een lesje wou leren'. Hij gaf toe opdracht te hebben gegeven zijn schoonzoon te laten 'afranselen' en 'enkele dagen te gijzelen'. Een paar dagen eerder was er in de cel van Pierre Serry een brief gevonden waarin hij zijn aandeel in de zaak bevestigde.
Op 2 mei 2017 bekende de schoonvader van Saelens dat hij opdracht had gegeven aan Serry om Saelens te vermoorden. Hij deed dit met een eigen betoog, waarin hij probeerde te duiden dat de vermoedelijke incest, waarvoor hij een klacht had ingediend, voor hem zware feiten waren en dat hij er alles wilde aan doen om dat verder te vermijden.

## Huurmoordenaar
Op 26 januari 2013 werd de moordenaar van Stijn Saelens geïdentificeerd aan de hand van DNA-materiaal. Het bleek om de Eindhovenaar Ron(ald) van Bommel te gaan, een Nederlandse crimineel, die in mei 2012 overleed aan pancreaskanker. De Brugse procureur Jean-Marie Berkvens werd geciteerd met een verklaring dat hij (Van Bommel) niet alleen was, want het dode lichaam kan hij moeilijk alleen versleept hebben. Derhalve werd verder gezocht naar een tweede dader.
Nabij de plaats van de moord werd eveneens het signaal van een mobiele telefoon opgepikt. Het nummer kon gelinkt worden aan Van Bommel en werd vanaf november 2011 geregeld gebruikt om naar Serry te bellen. Het telefoonverkeer tussen Serry en Van Bommel stopte op 31 januari 2012, de dag van de moord.

## Nieuwe aanhouding en wraking
Op 19 februari 2013 werd dokter Gyselbrecht opnieuw gearresteerd. Zijn advocaat vond dat dit op onvoldoende gronden was gebeurd en beschuldigde de onderzoeksrechter van vooringenomenheid. Hij diende een verzoek tot wraking in.
Onderzoeksrechter Paul Gevaert wachtte niet op een uitspraak van het hof van beroep en trok zich uit het onderzoek terug. Hij werd opgevolgd door onderzoeksrechter Koen Wittouck. Voor het eerst op donderdag 9 maart 2017, meer dan vijf jaar na de feiten, ging uiteindelijk het proces van start voor de correctionele rechtbank in Brugge. De inleidende zitting verliep zeer woelig. Tijdens een tussenzitting besliste de rechtbank dat het proces niet achter gesloten deuren zou gebeuren. De voorzitter beperkte ook het aantal getuigen tot elf personen, nl. onderzoeksrechter Koen Wittouck, case officer David Roelant, wetsdokter Geert van Parys, wapendeskundige Erik De Durpel, Johan Maertens (therapeut van Stijn Saelens en van Elisabeth en André Gyselbrecht), kinderpsychologe An Verstuyf, Eric Verhenne en Sven Bertels van de politie, Hanneke Vandewalle (huisarts in de praktijk van Gyselbrecht), de moeder van Roy Larmit en als laatste S. Ramautarsing (die Larmit vergezelde toen die het geld ophaalde bij Evert De Clercq).

## Nieuwe verdachte en nieuwe aanhouding
Op 25 juni 2015 werd André Gyselbrecht opnieuw aangehouden, nadat de nieuwe verdachte Roy Larmit, de chauffeur van Van Bommel, had bekend dat Van Bommel de opdracht had gekregen een man met een incestverleden te vermoorden. Op 30 juni verscheen Gyselbrecht voor de raadkamer in Brugge. Die nam alle elementen uit het aanhoudingsbevel van de onderzoeksrechter over en besliste dat hij in voorlopige hechtenis bleef.

## Uitspraak
André Gyselbrecht werd op 18 april 2018 in eerste aanleg veroordeeld tot een celstraf van 27 jaar. Pierre Serry kreeg 21 jaar cel, Evert de Clercq 27 jaar cel en Roy Larmit 15 jaar cel. Zowel het parket als enkelen van de veroordeelden gingen echter in beroep.
Het proces in tweede aanleg begon op 18 maart 2019 voor het hof van beroep van Gent. Op 6 mei 2019 veroordeelde dat hof Gyselbrecht tot 21 jaar cel, Pierre Serry tot 19 jaar cel en Evert de Clercq tot twintig jaar cel. Roy Larmit behield zijn straf van vijftien jaar cel. Omdat het hof meende dat de redelijke termijn overschreden was, besliste het om niet de maximumstraf op te leggen.
André Gyselbrecht werd als huisdokter geschrapt door de Orde der artsen. 

## Huisarrest
In februari 2022 kreeg André Gyselbrecht als gunstmaatregel af en toe voor anderhalve dag de gevangenis te mogen verlaten. November daaropvolgend had hij ruim een derde van zijn straf uitgezeten, waarna hij op zijn aanvraag zijn straf thuis mocht uitzitten met een elektronische enkelband.

## Filmografie
In 2018 bracht de Nederlandse journaliste en documentairemaakster Gabriella Adèr bij de VPRO een vierdelige podcast uit over de kasteelmoord in aanloop van het proces.
In februari 2022 werd de vierdelige reeks De kasteelmoord uitgezonden op de Vlaamse televisiezender VTM, onder regie van Faroek Özgünes. De reeks is een journalistieke hervertelling van de moord op Stijn Saelens aan de hand van archiefbeelden en interviews met onder meer toenmalige journalisten en buurtbewoners van Saelens. Elisabeth Gyselbrecht, de weduwe van Saelens, trachtte de uitzending ervan tegen te houden in de rechtbank, maar de kortgedingrechter oordeelde in haar nadeel.